# NGC 5327
NGC 5327 је спирална галаксија у сазвежђу Девица која се налази на NGC листи објеката дубоког неба.
Деклинација објекта је - 2° 12' 23" а ректасцензија 13h 52m 4,1s. Привидна величина (магнитуда) објекта NGC 5327 износи 13,0 а фотографска магнитуда 13,8. NGC 5327 је још познат и под ознакама UGC 8768, MCG 0-35-21, CGCG 17-78, IRAS 13494-0157, PGC 49234.